# 九尾鞭

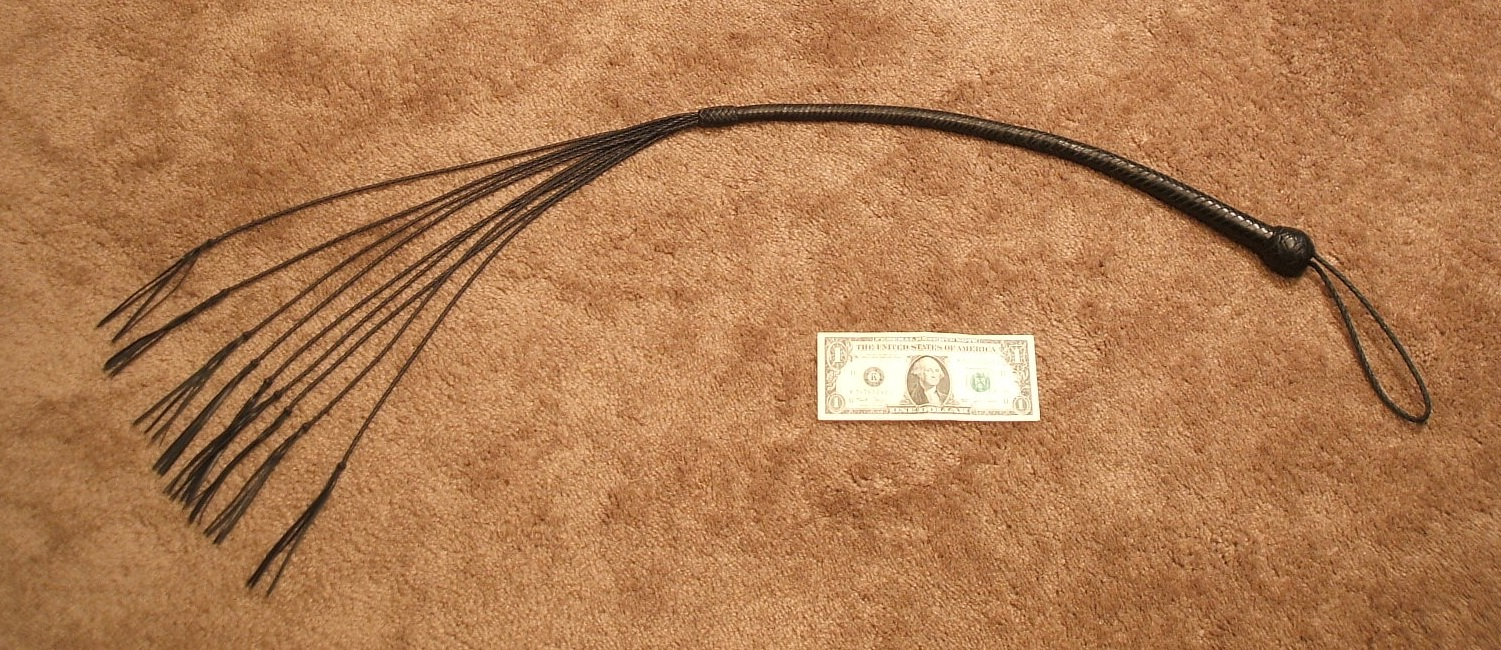
九尾鞭

九尾鞭也称九尾猫，是一种多股的軟鞭，它最初在英国皇家海军以及英国的陆军中用作为重体罚的刑具，在英国和其它一些国家的执法体罚中也有过实用。

## 名称
九尾鞭(Cat o'Nine Tails)这个名称在英语中首次出现于1695年。名称的来源可能是它导致的平行的伤痕像貓爪导致的伤痕一样。它的设计可能比其名称更早。

## 描述
九尾鞭由九根带结的棉布索组成，约76厘米长，它的设计使它被用来扯破皮肤，由此导致强烈的疼痛。
它一般有九股的原因是因为传统编绳的方法导致的。三根纱线编成一根细索，三根细索编成一根粗索。当时的人把一个粗绳解开成三根细绳，再解开成三根更细的绳，这样就成了九尾鞭了。

### 变种
九尾鞭有不同的变形，其中包括股数不同。比如在2001年以前埃及的监狱里对成人使用有七股、每股上有六个结的鞭子。2001年埃及废弃了这种刑具。
有时九尾鞭这个名称也错误地使用在其它多股的抽打刑具。比如沙里亞法規规定对醉鬼或者其它冒犯的人鞭打80下，但是有时也有人使用由80根树枝组成的刑具，有时也被错称为九尾鞭。

## 历史上的用法

### 英国皇家海军的形式和用法
英国皇家海军用的九尾鞭只有舰长可以命令使用，因此也被称为“舰长的女儿”。它重370克，由一根把和九根索组成。

#### 惩罚方法
所有由舰长或者军事法庭决定的正式惩罚都庄严在甲板上举行。全体船员要聚集来“观看惩罚”。通过击鼓和休息、亮鞭、喝水等仪式还要提高整个惩罚的戏剧性。这些戏剧性主要是为了给观看的船员看的。非正式的惩罚一般不聚集船员，也没有记录。
在船上偷盗被看作是尤其恶劣的行为，因此对偷盗的惩罚加重。九尾鞭的每股上打三个结来加重疼痛。

#### 拿破仑战争时期
在拿破仑战争时期英国皇家海军使用的九尾鞭是绳做的，常约60厘米，粗约25毫米，一般把上有红色粗棉布包着。每股约粗6毫米，一般60厘米长。
在鞭打前水手长手下的人给他编制一根新的九尾鞭，在使用前它们装在一个红色的粗棉布袋里。在特拉法加海戰的时候，被惩罚的人必须在惩罚24小时前戴着脚镣编制一根九尾鞭。假如有任何一股没有达到标准的话他的惩罚会被提高。假如要鞭打数十鞭的话水手长手下每人均可能执刑数次。
有些九尾鞭的柄是木制的，有时鞭的尖端带有钢球或者铁刺来提高损伤。

#### 男孩的惩罚
英国皇家海军在惩罚未成年的男孩时使用一种减轻的九尾鞭，它只有五股光滑的尾。
假如是军事法庭正式判决的话男孩也要用成年人的九尾鞭来惩罚。
成年水手受惩罚的时候是鞭打背部，男孩则是打光屁股。在英国中层和上层阶级里有长久的打光屁股的传统，尤其是在公费学校里，因此海军军官学校学生也不例外，顶多他们的惩罚是在船舱里进行的。
在实习船上九尾鞭从来没有被引入，但是那里有使用桦树枝打屁股的传统，这也是英国公费学校里常用的体罚方式。

#### 在全舰队面前公开鞭笞
“在全舰队面前公开鞭笞是最重的鞭打形式。鞭打次数被港口内停的船的数量整除，被罚者被送到各舰上使得所有舰只的水手都能看鞭打。”对最严重的罪过如叛乱和兵变施加数百鞭的惩罚。只要医生允许，罪犯被一艘开蓬的船传递给各舰，在各舰上蒙受若干鞭。这样的惩罚往往要数个月甚至数年才完成，其长度根据罪犯每次能够承受多少鞭决定。一般250至500鞭会导致一个成人死亡。鞭打后水手的背一般用盐水或者海水浇，作为一种残酷的消毒剂。

### 英国陆军
英国陆军使用类似的多股鞭子，不过其结构要轻得多，它们是在鼓槌上绑上绳子。一般施刑的是鼓手。约从1870年开始九尾鞭不再被使用。
在英联邦其它地方九尾鞭也有实用。比如加拿大到1881年才废弃九尾鞭的使用。在一幅1812年的画里有一名鼓手鞭打一名裸体士兵的屁股的图像。该士兵的腿被绑在一根戟上被张开。在许多地方一般士兵在被鞭打时仅上身裸体。

### 监狱
在监狱里九尾鞭常被用来惩罚成人。一份1951年的备忘录命令英国所有男子监狱在必须维持监狱纪律时只使用旺兹沃思国家监狱生产的九尾鞭，在使用前这些九尾鞭必须彻底测试。

### 澳大利亚
在澳大利亚早期殖民历史中在其流放殖民点中鞭打非常严酷，尤其在诺福克岛、亚瑟港和摩登湾。

## 现代用法和形式
1948年英国废除了体罚。澳大利亚至1957年还使用九尾鞭，在一些英联邦国家里九尾鞭至今被使用。
1997年牙买加、圣文森特和格林纳丁斯、南非、赞比亚、乌干达（2001年）和斐濟（2002年）也废除了体罚。
但是前加勒比海殖民地最近又开始重新设立鞭打背的惩罚。安提瓜和巴布达于1990年重新设立，百慕大于1991年重新设立，但是按照百慕大政府官方网站百慕大刑法又被废弃，巴巴多斯于1993年重新引入（但是其最高法院判决此刑非人道和违反宪法）。牙买加于1994年引入鞭打，1998年牙买加上诉法院判决废除鞭打（页面存档备份，存于）。
千里達及托巴哥从未废除鞭打。根据其1953年体罚法律九尾鞭用于16岁以上的男犯人。2000年使用年龄被提高到18岁。2001年千里達禁止对未成年人使用体罚。千里達及托巴哥被指责施用酷刑以及对犯人残忍、不仁道和侵犯犯人尊严。2005年美洲国家间人权法院判决千里達因对一犯人施行15下九尾鞭鞭打对犯人造成“道德损害”，因此必须赔偿五万美元，并担负犯人的医疗和心理医疗费用。千里達及托巴哥因此宣布否认美洲人权公约，不再承认美洲国家间人权法院。
近年来九尾鞭这个名称尤其在现代中被错误地泛指几乎所有多股鞭子。这些鞭子一般是用软皮革做的，因此减轻受伤的可能性，在使用时也注意不导致非常大的疼痛，尤其是它造成的伤口要在自愿参与者觉得可以接受的范围内。